# Carmen Quintanilla
Carmen Quintanilla Barba (Ciudad Real, 11 de mayo de 1954) es una política española dedicada al desarrollo rural, efocado en el desarrollo de la mujer en el medio rural. Fue diputada nacional por la provincia de Ciudad Real del Partido Popular desde el año 2000 a 2019 y presidenta de la Comisión Mixta para el Estudio del Problema de las Drogas entre 2016 y 2019. También presidenta de la Comisión de Igualdad en el Congreso de 2011 a 2015 y Vicepresidenta Primera de la Comisión de Igualdad de 2004 a 2011. De mayo a septiembre de 2019 ocupó un escaño en el senado en la XIII Legislatura.
Es fundadora de la Asociación de familias y mujeres del Medio Rural (AFAMMER), miembro del Consejo Consultivo de Naciones Unidas. Fue Vicepresidenta de la Comisión de Igualdad y no discriminación del Consejo de Europa, Vicepresidenta de la Comisión contra el Tráfico y la Trata de Seres Humanos además de Vicepresidenta de la Unión Europea de Mayores del Partido Popular Europeo. En el Partido Popular fue miembro de la Junta Directiva Nacional, del Comité Ejecutivo Regional del PP en Castilla-La Mancha y Presidenta de la Comisión Nacional de Mayores.

## Biografía
Es diplomada universitaria en Relaciones Laborales (Graduado Social), profesora mercantil y funcionaria del Cuerpo Superior de Organismos Autónomos (INEM) en servicios especiales. Ha sido jefa de la sección de cooperativas en la Junta de Comunidades de Castilla-La Mancha.
Es 1982 fundó la Asociación de familias y mujeres del Medio Rural (AFAMER) con el objetivo de hacer visible la situación de las mujeres en los pueblos de España. La asociación fue pionera en promocionar el desarrollo del turismo rural enfocado desde el punto de vista de la mujer como empresaria y como forma de diversificar los ingresos al margen de la agricultura y la ganadería.
Defiende la educación en igualdad, la conciliación y la corresponsabilidad en el mundo laboral y familiar y la ruptura de estructuras patriarcales y machistas.
En el Congreso de Diputados ha impulsado numerosas iniciativas en la defensa de los derechos de las mujeres. Desde 2011 preside la Comisión de Igualdad del Congreso de Diputados. Ha sido Ponente Ley de Economía Social y Ponente Ley de Titularidad Compartida en las Explotaciones Agrarias aprobada en mayo de 2011. que permitió la titularidad compartida de las explotaciones agrarias, una cuestión clave para el reconocimiento de derechos de las mujeres del mundo rural. También promovió una subcomisión para estudiar la trata de personas en el marco de la Comisión de Igualdad cuya creación fue aprobada en noviembre de 2013 por unanimidad.
En enero de 2015 presentó en el Consejo de Europa un informe sobre igualdad e inserción de las personas con discapacidad que fue aprobado por unanimidad.

## Controversia
En febrero de 2017 fue denunciada ante el Comité Nacional de Derechos y Garantías del Partido Popular por presiones al compromisario y militante de base en esa provincia Tomás Medina, que días antes había anunciado su intención de presentar su candidatura para presidir la formación en esa región frente a la lista oficial de Dolores de Cospedal.  Las supuestas presiones se realizaron a través de varias conversaciones telefónicas que trascendieron públicamente en las que le decía al precandidato  "Te has cavado tu propia tumba en el Partido Popular". Cospedal y la dirección del PP en Castilla-La Mancha se desvincularon oficialmente de las "opiniones mantenidas personales e intransferibles" de la parlamentaria nacional. Quintanilla argumentó que se trataba de una conversación informal con un amigo y que nadie de la dirección ni regional ni nacional del PP ni la propia Cospedal conocía  que iba a realizar esa llamada.

## Premios
- 2011 VII Premio del Observatorio del Observatorio Contra la Violencia Doméstica y de Género del Consejo General del Poder Judicial. Carmen Quintanilla fue premiada junto a Mª Teresa Fernández de la Vega y Graça Machel.[12]
- 2014 Premio Cope Ciudad Real.
- 2017 Premio especial del jurado en los premios Compromiso, Clece.[13]